# Лесли, Макс
Максвелл Франклин Лесли (англ. Maxwell Franklin Leslie, 1902—1984) — выдающийся военно-морской лётчик флота США во время Второй мировой войны. Известен тем, что сыграл решающую роль в битве за Мидуэй.

## Биография
Макс Лесли поступил в Военно-морскую академию США в Аннаполисе в 1922 году, сразу после успешного завершения обучения в Вашингтонском университете.
В 1926 он был произведен в звание энсина (военное звание младшего офицерского состава), затем прошёл лётный курс на военно-морской базе в Пенсаколе и был назначен на должность военного лётчика в 1930. Когда США вступили во Вторую мировую войну, он находился на должности старшего помощника командира VB-3 на борту Саратоги. Позже он самостоятельно руководил 3 эскадрильей бомбардировщиков во время битвы за Мидуэй. Он также летал вместе со своей эскадрильей с Энтерпрайза во время сопровождения Хорнета при атаке Дулитла.

## Битва за Мидуэй

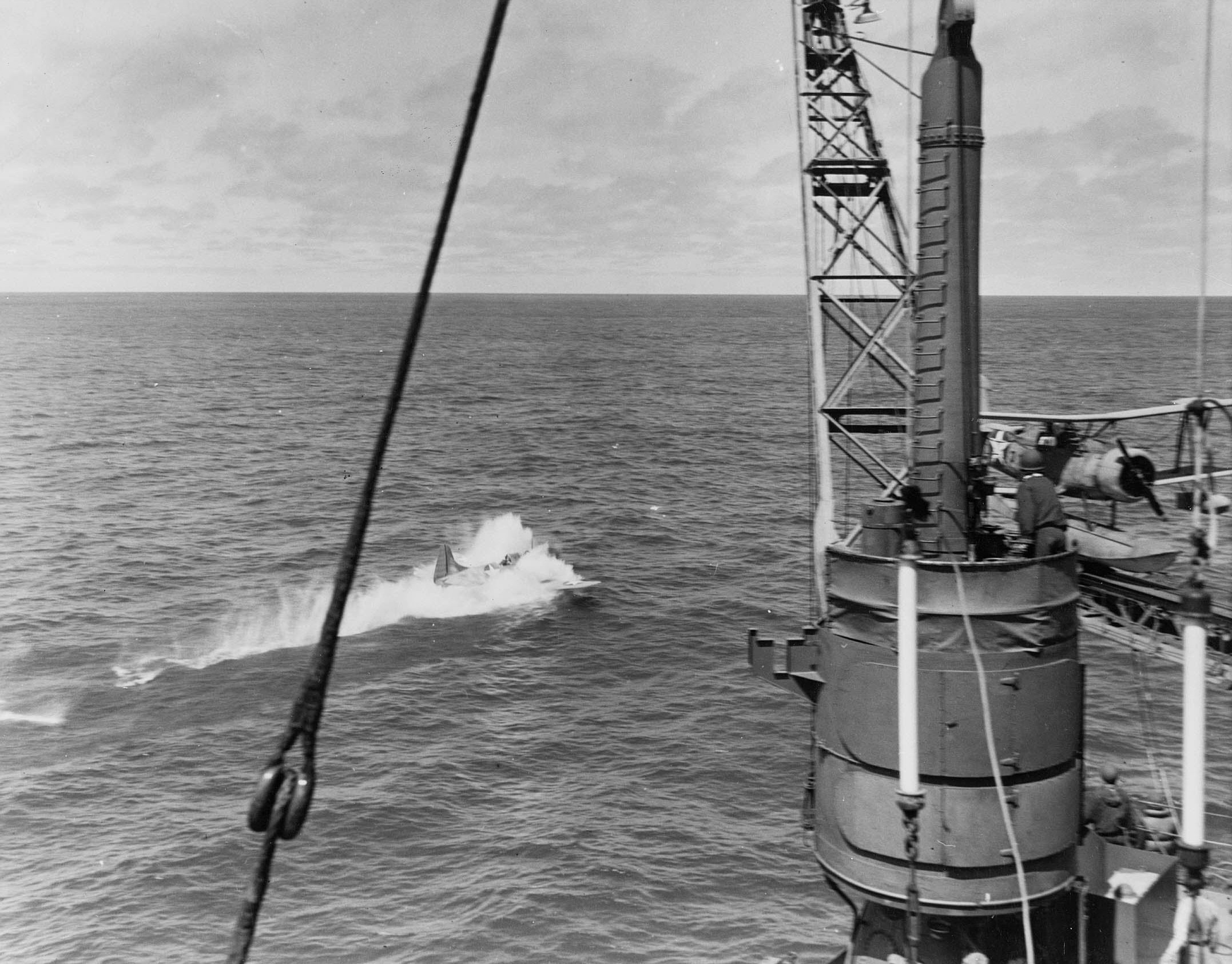
Самолет лейтенант-коммандера Макс Лесли в момент падения в море из-за недостатка горючего, 1348, 4 Jun 1942

Следуя за японским эсминцем Араси, который возвращался с контратаки Наутилуса, Лесли и лейтенант-коммандер Кларенс Уэйд МакКласки с Энтерпрайза обнаружили группу японских авианосцев как раз в тот момент, когда их отряды боевого авиапатрулирования собирались на палубах для отражения атак бомбардировщиков с Йорктауна, и когда Первая Воздушная Флотилия была наиболее уязвима. На высоте, слишком маленькой для действий Зеро, Донтлесы спикировали и осыпали бомбами японские авианосцы, на палубах которых беспорядочно толпились остывающие и готовящиеся в вылету самолеты, вились топливные шланги и грудами лежали боеприпасы. За 5 минут 6 бомбардировочная и 6 разведывательная эскадрильи уничтожили 2 японских авианосца. Авианосец «Кага» был оставлен в 17:00 и затонул в 19:25, Акаги был оставлен сразу после того как затонул Кага и к ночи затонул. Одновременно с эскадрильей МакКлакски, 3 бомбардировочная эскадрилья под руководством Лесли нанесла тяжёлый урон авианосцу «Сорю», который также к ночи затонул. «Хирю» — единственный оставшийся невредимым японский авианосец. За героизм в этой битве, Лесли получил награду Морской крест.

## Дальнейшая карьера
Лесли продолжал служить за границей во время Второй мировой, а после войны он всю свою военную карьеру провел на судах и береговых базах. Он ушёл в отставку в 1956 году. Вдобавок к Морскому кресту, ему были вручены медаль «Бронзовая звезда» с литерой «V», означающей награждение за храбрость, и Похвальная лента, он был внесен в списки отличившихся на Энтерпрайзе, получил медаль «За службу в американских вооруженных силах», военно-морскую планку, медаль «За участие в американских военных кампаниях», медаль «За участие в азиатско-тихоокеанской кампании», медаль «За победу во Второй мировой войне» и медаль «За службу в национальных вооруженных силах».

## В массовой культуре
В 1976 в фильме «Мидуэй» роль Лесли сыграл известный американский актёр Monte Markham.